# التقسيم الإداري في إسبانيا
يستند التقسيم الإداري لمملكة إسبانيا على الباب الثامن من الدستور الإسباني لسنة 1978، إذ تنص المادة 137 من هذا الباب على أن الدولة مقسمة إقليميا إلى ثلاثة مستويات: البلديات، المقاطعات، ومناطق الحكم الذاتي. المستوى الأول يشكل تقسيمات فرعية من المستوى الثاني والمستوى الثاني يشكل تقسيمات فرعية من المستوى الثالث. وتضمن الدولة تحقيق مبدأ التضامن بين جميع الأجزاء المكونة للدولة.

## مناطق الحكم الذاتي
مناطق الحكم الذاتي (بالإسبانية: comunidades autónomas)‏ هي تقسيمات من المستوى الأول في إسبانيا. تم إنشائها بشكل تدريجي بعد اعتماد الدستور الإسباني في عام 1978. تنص المادة 143 من الدستور على أن حق الحكم الذاتي يُمنح إلى:
- المقاطعات المتجاورة التي لها خصائص تاريخية وثقافية واقتصادية مشتركة.
- المناطق المعزولة
- المقاطعات ذات المكانة التاريخية.

## المقاطعات

خريطة مقاطعات إسبانيا.

المقاطعات (بالإسبانية: provincias)‏ هي تقسيمات من المستوى الثاني في إسبانيا. جرى إنشاء نظام المقاطعات في عام 1833 من قبل خافيير دي بورغوس. منذ إنشاء هذا النظام أجريت عليه تعديلات طفيفة أبرزها تقسيم جزر الكناري إلى مقاطعتين في عام 1927. حاليا توجد في إسبانيا 50 مقاطعة.

## البلديات
تشكل البلديات في إسبانيا المستوى الأدنى من التقسيم الإداري للبلاد ويكفل لها الدستور قدرا معينا من الإستقلالية. تُدار البلديات من قبل المجالس البلدية (بالإسبانية: Ayuntamiento)‏ والتي تتكون من العمدات وأعضاء المجلس ويتم انتخاب العمدة وأعضاء المجلس عن طريق الاقتراع العام.

## وصلات خارجية
- دستور إسبانيا 1978